# 피터 그라임스
피터 그라임스(Peter Grimes)은 벤저민 브리튼이 작곡한 서막이 있는, 3막의 오페라이다. 몬태규 슬래이터가 조지 그래비의 시,《보로》를 기초로 영어 대본을 작성하였다.
피터 그라임스는 1945년 6월 7일 런던의 새들러스 웰즈에서 레지날드 구달의 지휘로 초연되었다. 이 작품은 브리튼의 비평적으로나 대중적으로 성공을 가져온 첫 번째 작품이다. 여전히 폭넓게 상연되며, 영국과 세계적으로 일반 오페라 레파토리의 일부로 간주된다. 이 오페라에서 "4개의 바다 간주곡(Four Sea Interludes)"은 따로 발간되었고, 교향 모음곡으로 자주 연주된다.

## 등장인물
| 역할 피터 그라임스, 중년의 어부 엘런 오퍼드, 과부, 보로 학교 여선생 아주머니, The Boar의 집주인 조카 1 조카 2 볼스토드, 은퇴한 상점 선장 너봅 세이들리 부인, 금리 생활자, 과부 스월로우, 변호사 네드 킨, 약제사, 돌팔이 의사 봅 볼스, 어부, 감리교도 호러스 애덤스 목사, 교구 목사 홉슨, 짐꾼 존, 그라임스의 수련자 | 성악 부분 테너 소프라노 콘트랄토 소프라노 바리톤 메조소프라노 베이스 바리톤 테너 베이스 묵음 | 초연시의 가수 피터 피어스 Joan Cross Edith Coates Blanche Turner Minnia Bower Roderick Jones Valetta Iacopi Owen Brannigan Edmund Donlevy Morgan Jones Tom Culbert Frank Vaughan Leonard Thompson |

## 줄거리
19세기 중반 영국 시골 지방인 블라이의 한 가옥

### 서막
시대는 1830년대 경, 가상의 마을인 "보로"는 조지 그래비의 원작과, 브리튼이 후기에 보낸 영국 동부 해안의 알데버러와 유사점을 가진다.